# فرانکلین پیرس
فرانکلین پیرس (به انگلیسی: Franklin Pierce) (۲۳ نوامبر ۱۸۰۴ – ۸ اکتبر ۱۸۶۹) چهاردهمین رئیس‌جمهور آمریکا از حزب دموکرات از ۱۸۵۳ تا ۱۸۵۷ بود. او از سال ۱۸۳۷ تا ۱۸۴۲ ایالت نیوهمپشایر را به عنوان یکی از سناتورهای ایالات متحده آمریکا نمایندگی می‌کرده‌است. وی همچنین از سال ۱۸۳۳ تا ۱۸۳۷، عضو مجلس نمایندگان ایالات متحده آمریکا از نیوهمپشایر حوزهٔ at-large بود.
فرانکلین پیرس زمانی رئیس‌جمهوری آمریکا شد که آرامش در آمریکا حکمفرما بود و به نظر می‌رسید مصالحه سال۱۸۵۰، خطر توفان جدایی طلبی را برطرف ساخته‌است. پیرس با عمل به توصیه‌های مشاوران جنوبی اش سعی داشت مانع بروز توفان دیگری شود، اما سیاست‌های او نه تنها کمکی به برقراری آرامش نکرد بلکه سبب برهم خوردن ثبات کشور نیز شد.

## زندگی

### ورود به سیاست
فرانکلین پیرس، سال ۱۸۰۴ در نیوهمپشایر به دنیا آمد، در جوانی حقوق خواند و وارد سیاست شد. بیست و چهار ساله بود که به عضویت مجلس قانون‌گذاری نیوهمپشایر درآمد و دو سال بعد رئیس آن شد. در سال‌های دهه ۱۸۳۰ به واشینگتن رفت، ابتدا به عنوان نماینده کنگره و سپس در مقام سناتوری خدمت کرد. پیرس در جنگ مکزیک حضور داشت و دوستان نیو همپشایری پیرس، پیشنهاد نامزدی او را برای انتخابات ریاست جمهوری سال ۱۸۵۲ مطرح کردند. در کنوانسیون دموکرات‌ها پس از ۴۸ بار رای‌گیری و حذف تمامی چهره‌های سرشناس پیرس را به عنوان نامزد انتخابات ریاست جمهوری انتخاب کردند.
فرانکلین پیرس توانست ژنرال وینفیلد اسکات، نامزد حزب ویگ را شکست دهد و به عنوان چهاردهمین رئیس‌جمهوری آمریکا انتخاب شود. در آن زمان جمعیت ایالات متحده ۲۳ میلیون و ۱۹۱ هزار و ۸۷۶ نفر بود. فرانکلین پیرس دوران ریاست جمهوری اش را با داغی بزرگ آغاز کرد، دو ماه پس از انتخابات، همسر و پسر یازده ساله پیرس در تصادف قطار کشته شدند.
فرانکلین پیرس در نطق مراسم ادای سوگند ریاست جمهوری، اعلام کرد دوران صلح و شکوفایی در کشور و نمایش قدرت در روابط با دیگر کشورها فرارسیده است. پیرس همچنین می‌گفت احتمال دارد ایالات متحده برای امنیتش، درصدد تصرف مستعمراتی برآید.
مسئله گسترش برده داری زمانی که فرانکلین پیرس به بریتانیا فشار آورد تا از منافع ویژه خود در بخش‌هایی از سواحل آمریکای مرکزی چشم پوشی کند و حتی زمانیکه قصد داشت اسپانیا را به فروش کوبا ترغیب کند، نگرانی ایجاد کرد.
موج جدیدی از تجزیه طلبی زمان ارائه لایحه کانزاس–نبراسکا براه افتاد. با تصویب این لایحه مصالحه میسوری لغو می‌شد و بحث در مورد برده داری در غرب از سر گرفته می‌شد. این لایحه که توسط سناتور داگلاس تدوین شده بود در حقیقاز تمایل او را برای ایجاد خط آهنی نمایان می‌کرد که از شیکاگو تا کالیفرنیا امتداد یابد و از نبراسکا نیز عبور کند.
پیش از آن جفرسون دیویس، وزیر جنگ، رئیس‌جمهور پیرس را متقاعد ساخته بود تا هیاتی را برای خرید زمین به منظور تأسیس خط آهن جنوب، به مکزیک به فرستد. نماینده آمریکا اراضی را که اینک حد واسط جنوب آریزونا و بخشی از جنوب نیومکزیکو است، به مبلغ ۱۰ میلیون دلار خرید.

### آشوب در کانزاس
پیشنهاد داگلاس برای ساماندهی سرزمین‌های غرب، که امکان داشت یک خط آهن نیز از آن‌ها بگذرد، اشکالات فراوانی ایجاد کرد. در لایحه پیشنهادی داگلاس آمده بود که ساکنان مناطق جدید خود می‌توانند در مورد برده داری تصمیم بگیرند. نتیجه آن هجوم مردم به سوی کانزاس بود، شمالی‌ها و جنوبی‌ها در رقابت با یکدیگر و برای در دست گرفتن کنترل این منطقه، به سوی کانزاس روانه شدند؛ تیراندازی، خشونت و خونریزی‌های آن روزها در کانزاس، مقدمه‌ای برای بروز جنگ داخلی آمریکا شد. در پایان دوره ریاست جمهوری فرانکلین پیرس، آرامش به کانزاس بازگشته بود، اما دموکراتها دیگر حاضر نشدند پیرس را برای ریاست جمهوری نامزد کنند و به جای او به بوکانن روی آوردند که در فضای آن دوران گزینه‌ای مناسبتربه نظر می‌رسید.
فرانکلین پیرس پس از پایان دوره ریاست جمهوری به نیوهمپشایر برگشت و سال ۱۸۶۹ در شهر کنکورد در نیوهمپشایر درگذشت.

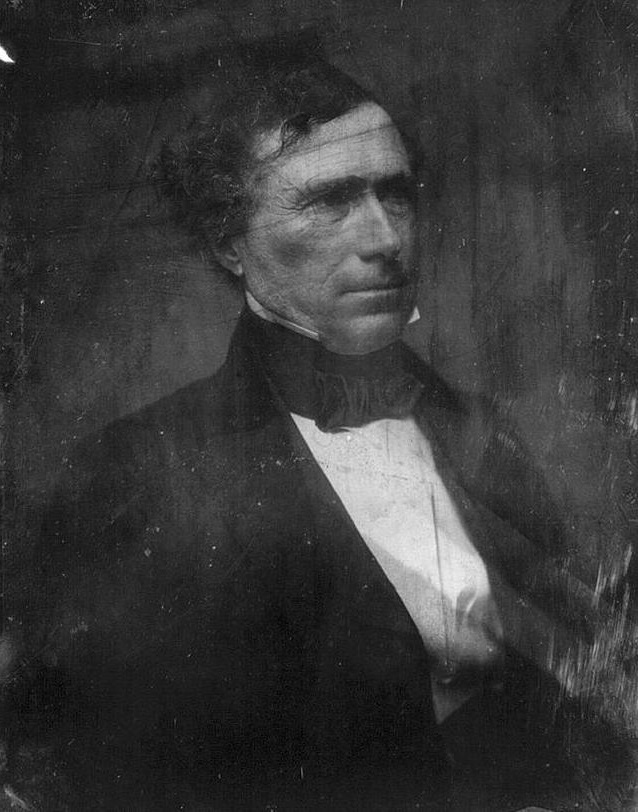
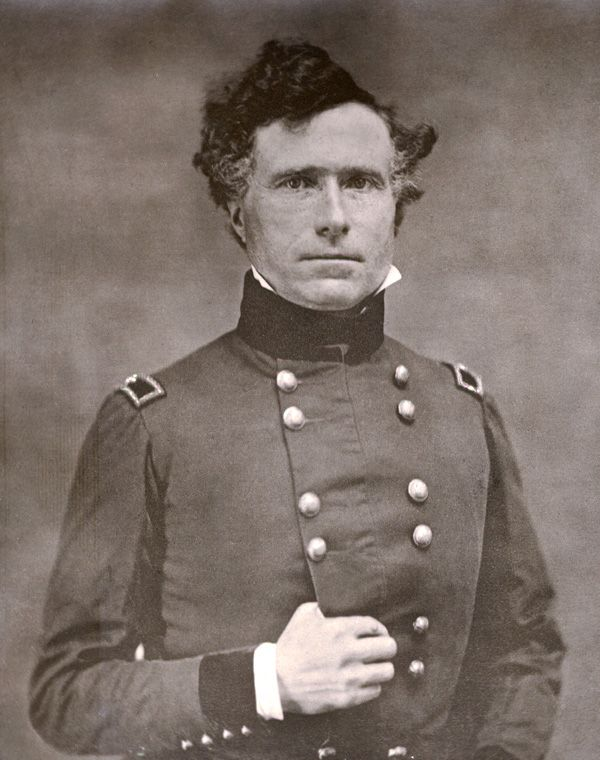